# خودروی دوگانه‌سوز

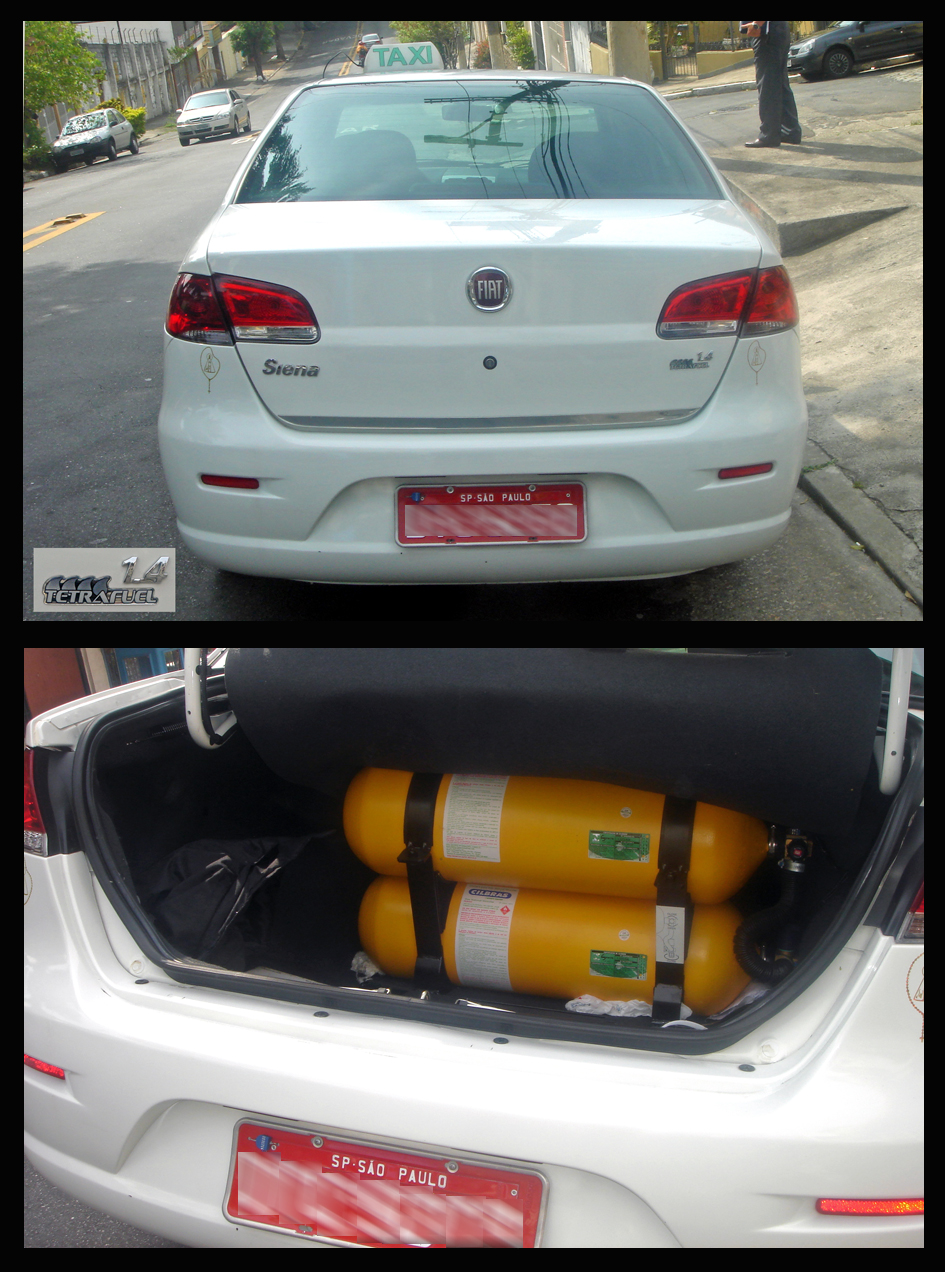
خودرو برزیلی فیات سی ینا تترافیوئل که هم از سوخت انعطاف‌پذیر (بنزین یا ترکیب بنزین و اتانول یا اتانول) و هم از گاز طبیعی به صورت سی‌ان‌جی استفاده می‌کند.

خودروی دوگانه‌سوز خودرویی است که موتور آن با دو نوع سوخت متفاوت کار می کند و تکنولوژی مورد نیاز برای احتراق هر دو نوع سوخت در موتور خودرو  و همچنین مخازن مجزای  نگهداری هر دو نوع سوخت در خودرو تعبیه شده باشد.
در موتور این خودروها که موتورهای درون‌سوز هستند یکی از این دو نوع سوخت بنزین یا گازوئیل است و دیگری سوخت جایگزینی چون گاز طبیعی فشرده (سی‌ان‌جی)، گاز مایع (ال‌پی‌جی) یا هیدروژن. این دو نوع سوخت در باک‌های جداگانه‌ای نگه‌داری می‌شوند و خودرو در هر زمان فقط با یکی از آن‌ها فعالیت می‌کند. در این خودروها تغییر از یک سوخت به سوخت دیگر به صورت دستی یا اتوماتیکی صورت می‌گیرد.
خودروهای دوگانه‌سوز یکی از انواع خودروهای دارای سوخت چندگانه هستند. خودروهای هیبریدی و خودرو برقی دوگانه یکی دیگر از انواع مهم این خودروها هستند که در آن‌ها به‌طور همزمان از یک موتور احتراق داخلی معمولاً بنزینی یا گازوئیلی و یک یا چند موتور الکتریکی استفاده می‌شود. خودروهای دارای سوخت انعطاف‌پذیر نیز خودروهایی هستند که موتور و سامانه پیشرانه آن‌ها برای استفاده از چندین سوخت متفاوت (مانند بنزین، گازوئیل، نفت سفید، اتانول و…) یا ترکیبی از آن‌ها طراحی شده و این سوخت‌ها در یک باک نگه‌داری می‌شوند.